# Пам'ять Азова (яйце Фаберже)
Великоднє яйце «Пам'ять Азова» виготовлене фірмою Карла Фаберже на замовлення російського імператора Олександра III у 1891 році. Було подароване імператором дружині Марії Федорівні. Присвячене подорожі синів імператора, Миколи Олександровича (майбутнього імператора Миколи II) і Георгія Олександровича, на Схід на крейсері «Пам'ять Азова».

## Дизайн
Яйце вирізьблене з цільного геліотропу з вкрапленнями червоного та синього кольору і покрите ажурним орнаментом в стилі рококо з золотих карбованих завитків, що інкрустовані смужками діамантів, і квітів. Половинки яйця з'єднані шарніром; застібка прикрашена рубіном і двома діамантами. Зсередини яйце викладене зеленим оксамитом.

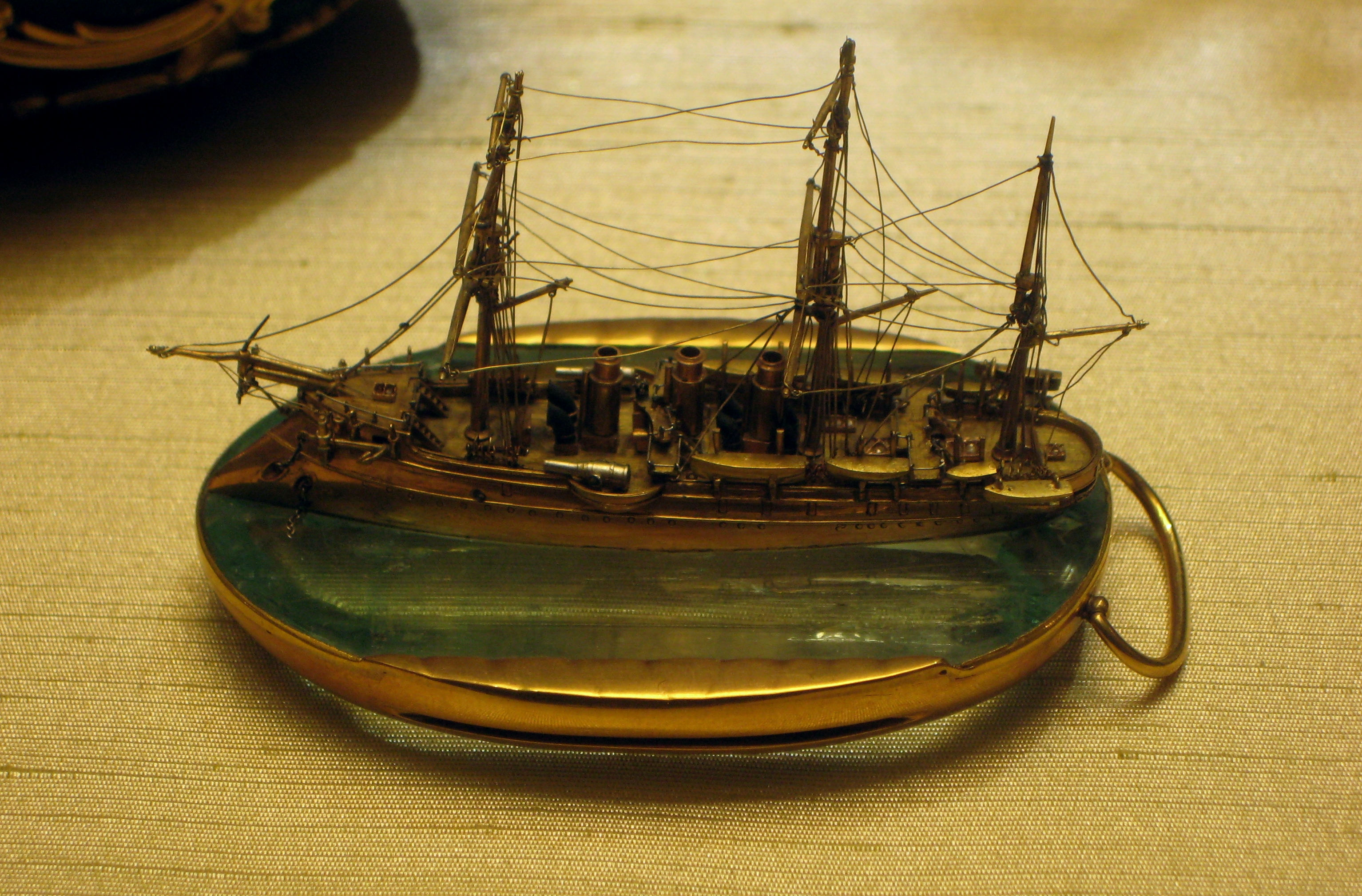
Сюрприз — мініатюра модель крейсера «Пам'ять Азова»

### Сюрприз
Всередині яйця міститься точна мініатюрна модель крейсера «Пам'ять Азова», виконана із червоного і жовтого золота та платини з вікнами з діамантів огранювання «троянда». У складному оснащенні корабля можна розгледіти мініатюрний капітанський місток, крихітне кермо, найтонші полотнища вітрил. На кормі крейсера вирізьблений напис: АЗОВ. Модель укріплена на пластині з аквамарину зеленувато-блакитного кольору з рельєфними хвилями.